# Uber Cup 1957
Die erste Auflage des Uber Cups, der Weltmeisterschaft für Damenmannschaften im Badminton, fand in der Saison 1956/1957 statt. Sieger wurde das Team aus den USA, welches im Finale Dänemark mit 6:1 besiegte.

## Vorrunde

### Asienzone

#### 1. Runde
Freilos für Indien.

### Europazone

#### 1. Runde
Freilos für Schottland, England und Dänemark.

### Australasienzone
Neuseeland einziger Starter, vor nächster Runde zurückgezogen.

## Finalrunde

### Halbfinale
Freilos für Dänemark.